# Tratado de Ortografia da Língua Portuguesa
O Tratado de Ortografia da Língua Portuguesa é uma obra prescritiva da ortografia da língua portuguesa elaborada pelo lexicógrafo e filólogo Francisco Rebelo Gonçalves, considerado um dos mais importantes estudiosos da ortografia da língua portuguesa. Publicado em 1947, o tratado de ortografia de Rebelo Gonçalves é considerado, ao lado do Vocabulário da Língua Portuguesa, publicado em 1966, uma das duas obras-primas do lexicógrafo, que, juntas, representaram contribuição vultosa para o texto do que viria a ser o Acordo Ortográfico da Língua Portuguesa de 1990, assinado anos após sua morte.